# Semioptila ansorgei
Semioptila ansorgei är en fjärilsart som beskrevs av Rothschild 1907. Semioptila ansorgei ingår i släktet Semioptila och familjen Himantopteridae. Inga underarter finns listade i Catalogue of Life.